# Zarandona
Zarandona es una pedanía perteneciente al municipio de Murcia, en la Región de Murcia (España).

## Geografía

### Organización territorial
Esta pedanía se conforma por cuatro núcleos de población: el Barrio del Puente de la Muleta, Las Boqueras, Puente de la Portada y Zarandona.
Tiene una extensión de 2,47 km². Conforma un continuo urbano con la ciudad de Murcia a través de la carretera de Alicante, y se sitúa a una altitud media de 39 metros sobre el nivel del mar.
Limita con:
- al norte: Cabezo de Torres
- al este: Monteagudo y Casillas
- al oeste: Santiago y Zaraiche
- al sur: Puente Tocinos y con el barrio murciano de La Flota.

### Demografía
Cuenta con una población de 6999 habitantes (INE 2022).
Zarandona goza de un importante y continuado crecimiento demográfico.
| 1981 | 1996 | 2000 | 2004 | 2015 |
| ---- | ---- | ---- | ---- | ---- |
| 3024 | 4947 | 5401 | 6139 | 6696 |

## Historia
No existen muchos documentos históricos, ni investigaciones hasta el momento, que nos aporten un conocimiento exhaustivo de la localidad de Zarandona. La configuración de las zonas de huerta murcianas tras la reconquista cristiana nos dibuja también en esta pedanía un origen basado en la colonización de estas áreas por parte de castellanos, aragoneses y catalanes y, posiblemente, de vecinos del norte. De época anterior a esta reconquista, entre el siglo XI y XII, es el Molino de Batán, cuyos cimientos y estructuras más antiguas podrían haber pertenecido a una torre de defensa musulmana.
El origen de Zarandona parece derivarse de la concentración de colonos y labradores en torno a la propiedad de alguna importante familia, asignándose posteriormente el nombre de dicha estirpe al nuevo núcleo poblacional. Según Saura Mira, en esta zona era conocida la familia de Zambrana y, en mayor medida, la familia Zarandona, que mandó construir en el lugar una ermita bajo la advocación de San Félix y cuyo apellido parece ser el origen del primitivo poblado y de la actual pedanía.
El culto a San Félix de Cantalicio, y la imagen que la localidad conserva, atribuida a Bussy o a su taller, nos da noticias de la localidad en el siglo XVII y XVIII, cuando los hermanos capuchinos llevaron el culto al santo a Zarandona, del mismo modo que pedanías vecinas como Puebla de Soto o Santomera eran visitadas por mercedarios y dominicos. La imagen de San Félix se salvó de la vorágine iconoclasta de 1936, siendo restaurada por el escultor Sánchez Lozano. No lo hizo, sin embargo, la antigua ermita de Zarandona, de la que sólo quedan viejas imágenes que la sitúan por estilo y trazas a la época barroca dieciochesca. Hasta 1960 Zarandona era conocida como un caserío que formaba parte de la pedanía de Monteagudo. Ya en los años setenta, con un considerable avance demográfico, pasaba a formar parte de Santiago y Zaraiche. En 1971 mediante Decreto del alcalde de Murcia, Miguel Caballero Sánchez, se establacen los límites de esta entidad singular que ya habían sido reflejados con anterioridad a 1960. Este mismo acto sirve para designar al primer alcalde pedáneo de Zarandona como entidad singular, Antonio Carmona Noguera, sobrino de Diego Carmona Gómez, también alcalde pedáneo de Zarandona durante la II República Española y hasta el final de la guerra civil española en 1939.

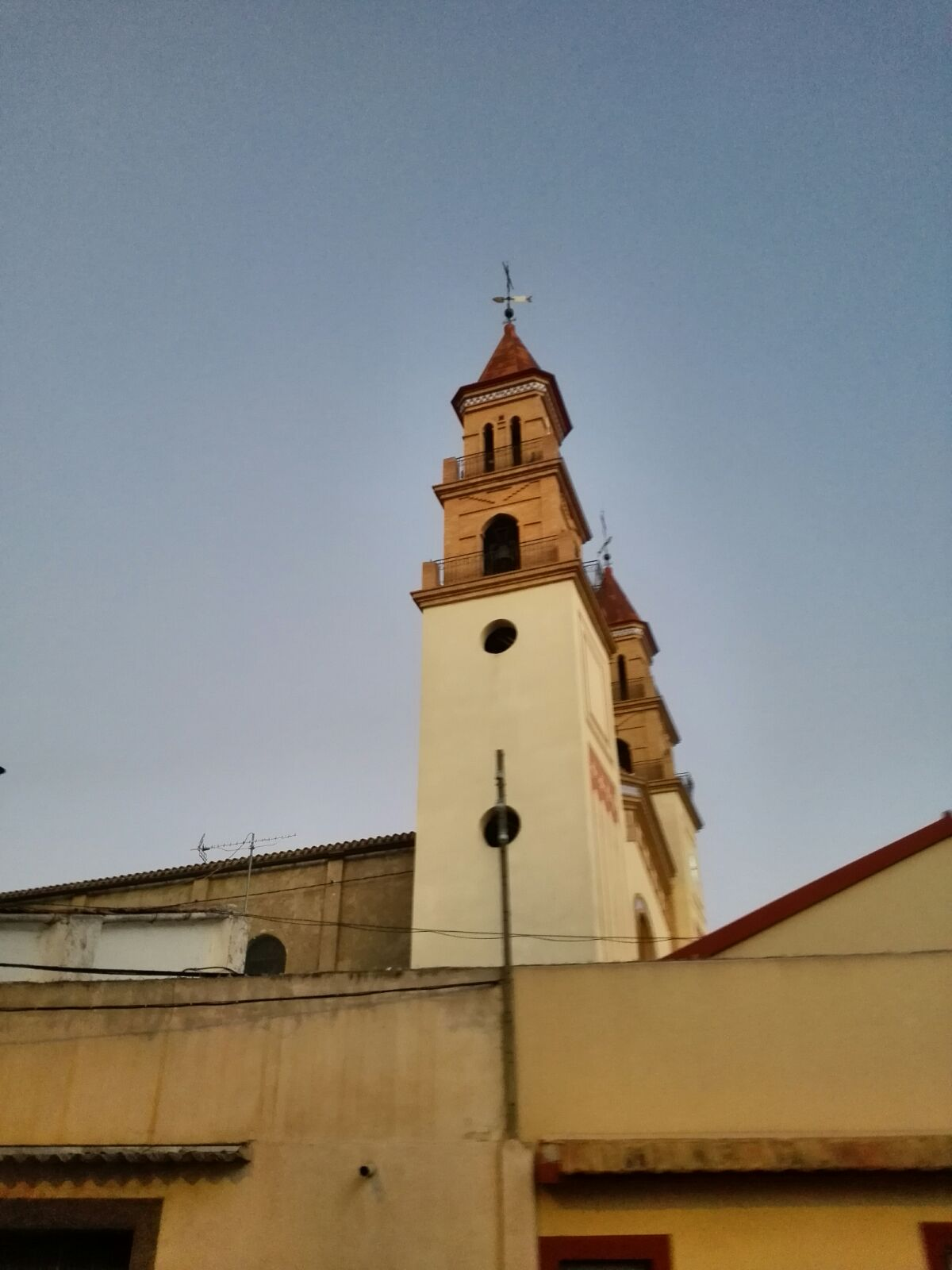
Iglesia de Zarandona

Finalmente, mediante Acuerdo adoptado por el Pleno del Ayuntamiento de Murcia en sesión celebrada el día 30 de julio de 1980, siendo Alcalde de Murcia José María Aroca Ruiz-Funes, se aprobó la creación de una entidad colectiva o pedanía con el nombre de Zarandona, compuesta por las entidades singulares de Las Boqueras y el Barrio del Puente de la Muleta, por segregación de la también entidad colectiva de Santiago y Zaraiche, siendo sus límites los recogidos en el citado Decreto del año 1971.

## Festividades
Las fiestas patronales en honor a San Félix de Cantalicio, patrón de la pedanía, se celebran en la última semana de mayo y la primera de junio.
El preámbulo a las fiestas se da el 18 de mayo, festividad de San Félix de Cantalicio, día en el que a las 12:00 horas es tradicional el repique de campanas en su honor y la tradicional misa a las 20:00 horas.
La última semana de mayo, para la celebración de las fiestas, son comunes las actividades para niños y actuaciones nocturnas en el recinto de Los Geranios. Además, se instala la feria con atracciones en los aledaños del recinto. Sábado se realiza el tradicional desfile de carrozas de Zarandona por las calles de la pedanía y por la noche se continúa con una actuación en el recinto de Los Geranios. Finalmente, el primer domingo de junio, tiene lugar una misa y solemne procesión en honor al patrón San Félix. El cierre de las fiestas se da con el castillo de fuegos artificiales frente al jardín de la iglesia.
De aquí podemos destacar dos asociaciones que son: la peña huertana El Esprefollo y el Grupo de Coros y Danzas de Zarandona, presentes en el festival Nacional de Folklore realizado en esta pedanía murciana.

### Tradiciones
En Semana Santa, la Cofradía del Santísimo Cristo de la Paz desfila cada Jueves Santo desde la Iglesia de La Purísima por las calles de Zarandona. Fundada en 1993, cuenta con más de 300 cofrades.
Actualmente cuenta con tres hermandades y una hermandad infantil:
Santísimo Cristo de la Paz, obra del escultor Juan Lorente.
Virgen Dolorosa, talla de Francisco Liza Alarcón
San Juan, talla de Francisco Liza Alarcón
Paloma de la paz (hermandad infantil)